# Universidad Nacional Experimental de los Llanos Occidentales Ezequiel Zamora
La Universidad Nacional Experimental de los Llanos Occidentales Ezequiel Zamora (UNELLEZ) es una universidad pública de Venezuela, fundada el 7 de octubre de 1975 por decreto presidencial N.º 1178. Con una matrícula estudiantil tanto en pregrado como posgrado, distribuida en su sede principal ubicada en la ciudad de Barinas (estado Barinas), como en sus vicerrectorados en Guanare, San Fernando de Apure y San Carlos, más tres núcleos en Santa Bárbara, Guasdualito y Tinaquillo. Aparte de los espacios de UNELLEZ Municipalizada.
La UNELLEZ, gradúa profesionales tanto TSU como licenciados en las carreras de educación, administración, contaduría pública, como también tiene estudios en ingeniería (civil, informática, petróleo, agroindustrial, etc.), arquitectura, derecho, economía, sociología, agronomía, medicina integral comunitaria, medicina veterinaria, turismo, entre otras más, además de especialidades, maestrías y doctorados, en sus diferentes programas académicos, tanto presenciales como educación a distancia.

## Historia
La UNELLEZ, se fundó el 7 de octubre de 1975 a través del decreto presidencial N.º 1178, bajo la premisa del proyecto originario de una universidad rural para Venezuela, el cual fue elaborado por el Manuel Vicente Benezra Revenga y su equipo técnico, tras en el año 1967 se consolidara la Universidad Rural de Venezuela (URUVE).
La institución fue creada inicialmente con el nombre de Universidad Rural Ezequiel Zamora (parte del título es mérito hacia el militar venezolano Ezequiel Zamora), con sede administrativa y del rectorado en la ciudad de Barinas y sus otros núcleos en los estados Apure, Barinas, Cojedes y Portuguesa. El 4 de diciembre de 1975 y según la Resolución N.º 414, fue nombrado como rector el Felipe Gómez Álvarez y se asignaron las primeras autoridades.
La UNELLEZ, se concentró en los llanos occidentales venezolanos, como parte de una de las estrategias del Plan de la Nación, liderado por el entonces presidente de Venezuela Carlos Andrés Pérez. En la sede, Barinas, se creó el vicerrectorado de Planificación y Desarrollo Social (VPDS), en Portuguesa, el vicerrectorado de Producción Agrícola (VPA), en Cojedes, el vicerrectorado de Infraestructura y Procesos Industriales (VIPI), y en Apure, el vicerrectorado de Planificación y Desarrollo Regional (VPDR).
El 28 de mayo de 1982, se realizó el primer acto de grado de la universidad, ceremonia en el cual fueron entregados los títulos profesionales a los primeros economistas agrícolas y sociólogos de la región y su nombre fue modificado al actual. Por último, en 2019 se amplía los estudios de posgrado, aperturando los doctorados en Ingeniería Agroindustrial, Educación, Ciencias Sociales, Ambiente y Desarrollo y Gerencia Avanzada, como también la especialización en TSU en Tecnologías de Alimentos y las maestrías en Producción Animal Sustentable e Ingeniería Agroindustrial.

## Composición de la Universidad
La universidad tiene su rectorado en Barinas, capital del (estado Barinas), como otras sedes en la misma entidad federal (Santa Bárbara, Socopó y El Cantón). Aparte, en el estado Apure (Achaguas, Guasdualito, Elorza y San Fernando de Apure), en el estado Portuguesa (Acarigua, Biscucuy, Ospino, Píritu, Paraíso de Chabasquén, Guanare y Guanarito) y en el estado Cojedes (El Baúl, Libertad, Macapo, San Carlos, Tinaco y Tinaquillo). Además, desde la apertura de la Misión Sucre, se creó la UNELLEZ Municipalizada, donde se amplió las extensiones a los estados Lara, Táchira y Mérida con su más reciente sede en Tabay.
La UNELLEZ ha tenido convenios con el Instituto Universitario de la Frontera - (IUFRONT) en sus sedes de San Cristóbal y San Antonio en el Estado Táchira, donde ha colocado al servicio de la colectividad tachirense programas de pregrado y de postgrado enriqueciendo la formación posgraduada de los profesionales de dicho estado.
Su actual rector es el político Adán Chávez, máxima autoridad de la universidad.

### Vicerrectorados
La UNELLEZ cuenta con cuatro vicerrectorados divididos en varios estados venezolanos, los cuales son:
- Vicerrectorado de Planificación y Desarrollo Social (VPDS Barinas).
- Vicerrectorado de Infraestructura y Procesos Industriales (VIPI Cojedes).
- Vicerrectorado de Producción Agrícola (VPA Portuguesa).
- Vicerrectorado de Planificación y Desarrollo Regional (VPDR Apure).

#### Núcleos y espacios
La UNELLEZ también posee tres principales núcleos y varios espacios universitarios con la municipalización de la universidad:
- Núcleo Santa Bárbara.
- Núcleo Guasdualito.
- Núcleo Tinaquillo.
- UNELLEZ Municipalizada (dependiente de VPDS Barinas).

Tanto los vicerrectorados como los núcleos y espacios, ofrecen diferentes carreras universitarias en sus distintos programas de formación de pregrado o posgrado.

### Otras direcciones, departamentos y dependencias adscritas
- Caja de Ahorro y Préstamo del Personal Docente, Administrativo y Obrero de la UNELLEZ (CAYPUEZ).
- Comandancia General del Cuerpo de Bomberos Universitarios...
- Comunicación y Asuntos Públicos:
  - Prensa UNELLEZ.
  - UNELLEZ TV.
  - UNELLEZ 91.3 FM.
- Consultoría Jurídica.
- Dirección de Admisión, Registro, Seguimiento y Egreso Estudiantil (DARSE).
- Dirección de Archivo, Documentación e Información (SIGD).
- Dirección de Atención a Personas con Discapacidad (DIAPDIS).
- Dirección de Bienes Públicos.
- Dirección de Cultura.
- Dirección de Deporte.
- Dirección de Enlace, Cooperación y RII.
- Dirección de Estudios Avanzados.
- Dirección de Laboratorios (DIRLAB).
- Dirección de la Fundación Editorial UNELLEZ (FEDUEZ).
- Dirección de Infraestructura y Desarrollo de Espacios Físicos (DIDEF).
- Dirección de Innovación Curricular.
- Dirección de Innovación y Tecnologías en Educación a Distancia (DITED).
- Dirección de Servicios Generales (DISERGEN).
- Dirección de Seguridad Integral.
- Dirección de Talento Humano UNELLEZ.
- Dirección de Tecnología y Sistemas de Información (DTSI).
- Dirección de Territorialización y Municipalización.
- Dirección del Sistema de los Servicios Bibliotecarios (DISISERBI).
- Dirección del Sistema de Protección Médico Asistencial (SIPROMA).
- Dirección del Sistema de Creación Intelectual (DISCREA)
- Dirección Gerencia REUNELLEZ.
- Dirección Gerente de la Fundación Jardín Botánico Ezequiel Zamora.[21][22]
- Grupo de Investigación, Etnología, Etnohistoria y Arqueología (GRIET).
- Jefatura del Programa Ciencias de la Salud Barinas.[23]
- Federación de Centros Universitarios de la UNELLEZ (FCU).
- Planificación y Presupuesto Institucional (DPPI).
- Secretaría General.
- SUNAPROFS.
- SUNTRAUNELLEZ.
- Unidad de Auditoría Interna.

### Carreras y estudios de pregrado y posgrado
La universidad titula tanto en técnicos, medios universitarios (TSU), licenciados, ingenieros, médicos y otros grados académicos. Además, promueve algunas carreras a través del Programa Nacional de Formación (PNF) y el Programa de Formación de Grado (PFG). Las titulaciones están divididas de la siguiente manera:

#### Pregrado
| - Ciencias del Agro y del Mar - TSU en Agroindustrial Mención Granos y Semillas. - TSU en Pesca Continental y Piscicultura. - TSU para la Industria de Alimentos. - Economía Agrícola. - Ingeniería Agrícola. - Ingeniería Agroindustrial. - Ingeniería Agronómica. - Ingeniería en Producción Animal. - Ingeniería en Recursos Naturales Renovables. - Medicina Veterinaria. - Ciencias de la Educación - Licenciatura en Educación Mención Arte. - Licenciatura en Educación Mención Agropecuaria - Licenciatura en Educación Mención Biología. - Licenciatura en Educación Mención Castellano y Literatura. - Licenciatura en Educación Mención Educación Física, Deporte y Recreación. - Licenciatura en Educación Mención Especial. - Licenciatura en Educación Mención Física. - Licenciatura en Educación Mención Geografía e Historia. - Licenciatura en Educación Mención Inglés. - Licenciatura en Educación Mención Integral. - Licenciatura en Educación Mención Matemática. - Licenciatura en Educación Mención Química. | - Ciencias de la Salud - Licenciatura en Botánica Tropical. - Licenciatura en Orientación. - Licenciatura en Estadística de la Salud. - Licenciatura en Enfermería. - Medicina Integral Comunitaria. - Ciencias Sociales y Jurídicas - Derecho. - Licenciatura en Administración. - Licenciatura en Contaduría Pública. - Licenciatura en Planificación del Desarrollo. - Licenciatura en Sociología del Desarrollo. - Licenciatura en Turismo Agroecológico. - Ciencias Básicas y Aplicadas - TSU en Construcción Civil. - TSU en Informática. - TSU en Topografía. - Arquitectura. - Ingeniería Civil. - Ingeniería en Informática. - Ingeniería en Minas. - Ingeniería de Petróleo. - Licenciatura en Meteorología |

#### Posgrado
| - Especializaciones - Especialización en Ciencias de la Educación Superior Mención Orientación Educativa. - Especialización en Contaduría Mención Auditoría. - Especialización en Educación Integral. - Especialización en Derecho Agrario y Ambiental. - Especialización en TSU en Tecnologías de Alimentos. - Especialización en Planificación y Gerencia. - Especialización Integral y Estratégico en Extensión Agrícola. - Especialización en Ingeniería Agroindustrial Mención Gerencia de Productos. - Especialización en Recursos Naturales Renovables Mención Manejo de Fauna Silvestre y Acuática. - Especialización en Recursos Naturales Renovables Mención Manejo de los Recursos Agua y Suelo. - Especialización en Recursos Naturales Renovables Mención Panificación de los Recursos Naturales Renovables. - Especialización en Ingeniería Ambiental. - Maestrías - Maestría en Administración Mención Gerencia General. - Maestría en Administración Mención Gerencia y Planificación Institucional. - Maestría en Ciencias de la Educación Superior Mención Docencia Universitaria. - Maestría en Ciencias de la Educación Superior Mención Gerencia y Planificación. - Maestría en Ciencias de la Educación Superior Mención Pedagogía de la Educación Física. - Maestría en Ciencias de la Educación Superior Mención Planificación y Administración del Deporte. - Maestría en Ciencias de la Educación Superior Mención Pedagogía de la Educación Física. - Maestría en Docencia Universitaria. - Maestría en Desarrollo Rural. - Maestría en Educación Ambiental. - Maestría en Educación Mención Gerencia y Planificación. - Maestría en Gerencia General. - Maestría en Gerencia Pública. - Maestría en Ingeniería Agroindustrial. - Maestría en Ingeniería Ambiental. - Maestría en Innovación Curricular. - Maestría en Planificación y Administración del Deporte. - Maestría en Producción Animal Sostenible. - Maestría en Orientación Educativa. - Maestría en Educación Mención Orientación Educativa. - Maestría en Fitotecnia. - Maestría en Zootecnia. - Maestría en Recursos Naturales Renovables Mención Planificación de los Recursos Naturales Renovables. - Maestría en Recursos Naturales Renovables Mención Manejo de Fauna Silvestre y Acuática. - Maestría en Recursos Naturales Renovables Mención Manejo de los Recursos Agua y Suelo. - Maestría en Salud Mención Salud Pública. - Maestría en Agroecología. | - Doctorados - Doctorado en Ambiente y Desarrollo. - Doctorado en Ciencias Sociales. - Doctorado en Educación. - Doctorado en Gerencia Avanzada. - Doctorado en Bioquímica y Fisiología Animal. - Doctorado en Planificación y Desarrollo Sustentable. - Doctorado en Didáctica y Aprendizaje. - Doctorado en Clínica de Bovinos y Suínos. - Doctorado en Sanidad Animal. - Doctorado en Psicopedagogía. - Doctorado en Biotecnología Avanzada. - Doctorado en Tecnologías de Información y Comunicación. - Doctorado en Ambiente y Desarrollo. - Doctorado en Ingeniería Agroindustrial. - Doctorado en Producción Animal. - Doctorado en Ciencia y Tecnología de Alimentos. - Doctorado en Genética y Reproducción Animal. - Doctorado en Biodiversidad. - Doctorado en Química de Productos Naturales. - Doctorado en Ciencias Forenses. - Doctorado en Ciencias Jurídicas. - Doctorado en Derecho Constitucional. - Doctorado en Desarrollo Rural y Territorial. - Doctorado en Petroquímica. - Doctorado en Políticas Públicas. - Doctorado en Derecho Internacional. - Doctorado en Finanzas. - Postdoctorados - Postdoctorado en Ciencias Sociales y Económicas. - Postdoctorado en Ciencias Jurídicas y Políticas. - Postdoctorado en Ciencias del Agro y del Mar. - Postdoctorado en Ciencias de la Salud. - Postdoctorado en Ciencias de la Educación y Humanidades. - Postdoctorado en Ciencias Básicas y Aplicadas. |

## Símbolos
Himno
El himno de la UNELLEZ, fue compuesto musicalmente por Alberto Grau Dolcet y la letra fue escrita por Oscar Pirongelli.
Emblema
El emblema de la UNELLEZ, está reflejado en diez líneas gruesas de color naranja que se cruzan entre sí. En ocasiones, sale el rostro del líder y estratega militar venezolano Ezequiel Zamora, quien la universidad hace homenaje.
Eslogan
La UNELLEZ, usa el eslogan o lema «La Universidad que siembra». Su significado va enmarcado en la acción de servicio que tiene la institución hacia la sociedad venezolana, además de cultivar en las mentes de sus estudiantes el conocimiento, donde brotará la siembra que vendrá a llenar de progreso los campos y las ciudades.

## Jardín botánico de la UNELLEZ
El centro educativo desde 1979, cuenta en sus instalaciones con un jardín botánico y zoológico bajo la Dirección Gerente de la Fundación Jardín Botánico Ezequiel Zamora, el mismo tiene 14 hectáreas de extensión repartidas en la sede principal ubicada en Barinas. En el terreno habita diferentes especies naturales y animales, entre la más conocida una jaguar de nombre «Ayurami», la primera que nace en cautiverio en Venezuela.

## Controversia en cursos introductorios
La Universidad de los Llanos Ezequiel Zamora, ha iniciado cursos introductorios para las carreras de Educación para la enseñanza del inglés y Ciencias Veterinarias, incorporando asignaturas obligatorias sobre doctrina revolucionaria y bolivariana. Desde el 30 de octubre de 2023, los alumnos de estas especialidades deben cursar materias como pensamiento cultural y decolonial, ideario bolivariano, lenguaje y comunicación revolucionaria, soberanía, seguridad y defensa, agenda económica bolivariana y revolución bolivariana. El Observatorio de Universidades de Venezuela (OBU) ha cuestionado este cambio en el plan de estudios, argumentando que viola el derecho a la educación de calidad y la libertad académica, al interferir el Estado en el currículo académico. El OBU ha rechazado estas políticas, alegando que socavan el espíritu universal y diverso que debe reinar en las universidades.
Las fuerzas gremiales y estudiantiles de la Unellez han acusado al rector Adán Chávez Frías de ser el promotor de esta iniciativa, alegando que impone restricciones ideológicas a los nuevos aspirantes y vulnera el derecho al libre pensamiento. Yurima Albarrán Montilla, presidenta de la asociación de profesores en el vicerrectorado de Producción Agrícola, ha criticado la medida como un abuso de poder y un intento de ideologizar en lugar de fomentar el pensamiento crítico. José Fleitas, expresidente del gremio de profesores, ha señalado que mientras otras universidades en Latinoamérica y el Caribe adoptan modelos educativos basados en competencias, el Gobierno venezolano busca promover un pensamiento único, cuestionando la capacidad del régimen para enseñar sobre la agenda económica bolivariana dada su política fallida.

### Respuestas de las Autoridades
Joneidy Rivas, jefa del programa Ciencias de la Educación y Humanidades en Barinas, ha declarado que el cambio en el pensum responde a una planificación ministerial, negando cualquier modificación en los planes de estudio o imposición de subproyectos por parte del rector Adán Chávez. Sin embargo, el Observatorio de Universidades de Venezuela desmontó estas aclaraciones, informando que una resolución oficial aprobada en la Gaceta Oficial N° 031, emitida el 30 de abril de 2021, homologa el trayecto inicial de los Programas Nacionales de Formación a los de las universidades autónomas.